# Centrale électrique d'Iru
La centrale électrique d'Iru (estonien : Iru Elektrijaam) est une centrale électrique en cogénération fonctionnant dans le village d'Iru de la commune de Jõelähtme en Estonie.

## Caractéristiques
La première unité thermique de la centrale est mise en service en 1978. En 1980, elle est convertie en centrale de cogénération.
La centrale thermique d'Iru est la plus grande centrale de production de chaleur et d'électricité combinée en Estonie. 

### Production électrique et thermique
La centrale a 3 unités opérationnelles dont les capacités sont de 80 MW, 110 MW et de 67 MW. Le combustible principal des unités 1 et 2 est le gaz naturel et le carburant de réserve est le fioul.
La capacité totale installée des unités 1 et 2 est de 190 MW d'électricité, 661,5 MWth d'eau chaude et 162 MWth de vapeur. En mode cogénération sa capacité thermique est de 398 MW.
Elle fournit la chaleur à Maardu , à l'arrondissement de Lasnamäe et aux  arrondissements centraux de Tallinn.

### Incinération d'ordures
En 2006, Eesti Energia lance le projet de construction d'une centrale d’incinération d'ordures d'une capacité de 50 MW chaleur et de 17 MW d'électricité.  
Sa construction commence en 2010,.
L'unité traite jusqu'à 220 000 tonnes d'ordure par an. Elle est fournie et construite par la Constructions industrielles de la Méditerranée (CNIM).  
La construction générale est réalisée par Merko Ehitus, la grille d'incinération est fournie par Martin GmbH et le système pour le traitement des effluents gazeux par LAB, une filiale de CNIM. L'unité coûte environ 105 millions €,.
De 2002 à 2004, Kersti Kaljulaid, est la première femme à diriger une centrale électrique en Estonie. En 2016, elle devient le cinquième président de l'Estonie.

Vue des déchargements de détritus dans la Centrale électrique d'Iru. Mai 2020.

Hall des turbines de la centrale électrique d'Iru. La vapeur chaude à 400 degrés de la chaudière d'incinération des déchets est acheminée vers cette turbine bleue. La vapeur circule sous haute pression à travers les pales denses de la turbine et la fait tourner. Mai 2020.